# SN 2001et
SN 2001et – supernowa typu II odkryta 23 września 2001 roku w galaktyce M-03-51-09. W momencie odkrycia miała maksymalną jasność 18,50m.